# My Animal (película)
My Animal es una película romántica canadiense de terror sobrenatural de 2023 dirigida por Jacqueline Castel en su debut como directora y escrita por Jae Matthews. Protagonizada por Bobbi Salvör Menuez, Amandla Stenberg, Heidi von Palleske, Cory Lipman, Charles F. Halpenny, Harrison W Halpenny, Joe Apollonio, Scott Thompson, Dean McDermott y Stephen McHattie la película sigue a una joven que se ve obligada por sus autoritarios padres a mantener su licantropía en secreto, hasta que comienza a enamorarse de una patinadora artística.
My Animal tuvo su estreno mundial en el Festival de Cine de Sundance el 22 de enero de 2023, y se estrenó en cines selectos el 8 de septiembre de 2023.

## Argumento
Una noche de luna llena durante los años 80, Heather, una mujer lobo, se transforma por primera vez, ataca a su madre humana Patti y la araña en el pecho.
Un par de años después, Heather trabaja con su padre Henry (de quien heredó la maldición) en un restaurante local y juega al hockey con sus hermanos gemelos menores Cooper y Hardy, mientras que Patti se ha vuelto alcohólica. Cuando intenta conseguir algunas cosas para ella, Heather conoce a una joven llamada Jonny (abreviatura de Jonine), una patinadora artística que acaba de mudarse al vecindario con su padre.
Mientras Jonny tiene novio, Rick no es nada agradable con ella. Heather y Jonny comienzan a conectarse y a conversar, y Heather la ve patinar en la pista local. Heather se une a Jonny y sus amigos en una visita a un casino, pero como es luna llena, se transforma poco después de intentar regresar a casa para gran consternación de sus padres.
A pesar de todo, Heather y Jonny siguen saliendo. Durante una de estas reuniones, Cooper y Hardy se cuelan en un bar y los encuentran teniendo intimidad. Los gemelos comienzan a distanciarse de Heather, y Hardy se muestra especialmente frío.
Una noche, Jonny lleva a Heather a su casa, donde ambos tienen relaciones sexuales. Sin embargo, Heather se da la vuelta implícitamente, lo que molesta a Jonny. Después de que Heather se va, Jonny deja de interactuar con ella. Heather intenta preguntarle al padre de Jonny sobre lo que sucedió, pero él la rechaza.
Finalmente, invitan a Heather a una fiesta, donde Jonny le dice entre lágrimas a Heather que ya no pueden hablar. Devastada, Heather sufre una crisis nerviosa en su casa, donde Patti la consuela.
Poco después, Henry muere de un ataque cardíaco en el trabajo. Cuando ella intenta sentarse con sus hermanos después de cortarse el pelo, Hardy acusa su sexualidad de causar la muerte de su padre. Cooper, quien se reconcilió con Heather durante el funeral de Henry, lucha contra Hardy en su defensa. Durante esto, Heather sale corriendo de la casa.
Heather se dirige al bar para confrontar a Jonny por su decisión, pero mientras lo hace, Rick la arrastra afuera y la golpea. Sin embargo, Heather se transforma durante la paliza, mata a Rick y huye hacia el bosque.
A la mañana siguiente, Patti baña y cura a Heather, y le aconseja que se vaya por su seguridad. Heather hace exactamente eso y se aleja en la noche.
En una escena posterior a los créditos, Otto, uno de los amigos de Jonny, está siendo entrevistado sobre la muerte de Rick. Le dice al entrevistador: "No puedes meterte con los animales, hombre. Regla cardinal".

## Reparto
- Bobbi Salvör Menuez como Heather, una chica que se convierte en mujer lobo.
- Amandla Stenberg como Jonny, una patinador artística y el interés amoroso de Heather.
- Heidi von Palleske como Patti, la autoritaria madre de Heather.
- Stephen McHattie como Henry, el autoritario padre de Heather.
- Cory Lipman como Rick
- Charles F. Halpenny como Cooper, el hermano menor de Heather.
- Harrison W Halpenny como Hardy, el hermano menor de Heather y el hermano gemelo de Cooper.
- Joe Apollonio como Otto
- Dean McDermott como entrenador holandés
- Scott Thompson como Marcel
- Mitch Horowitz como reportero de noticias

## Producción
En 2019, el proyecto fue seleccionado para participar en el mercado de producción Frontières durante el Festival Internacional de Cine Fantasia.
La fotografía principal se llevó a cabo de febrero a marzo de 2022 en Timmins, Ontario, Canadá.

## Lanzamiento
My Animal tuvo su estreno mundial en el Festival de Cine de Sundance 2023, el 22 de enero de 2023, durante la sección Midnight. Antes del estreno, la distribución mundial, excluyendo Canadá, fue adquirida por Paramount Global Content Distribution. La película se estrenó en cines selectos el 8 de septiembre de 2023 y en formatos digitales el 15 de septiembre.

## Recepción
En el sitio web agregador de reseñas Rotten Tomatoes, el 73% de las reseñas de 55 críticos son positivas, con una calificación promedio de 6/10. El consenso del sitio web dice: "El debut cinematográfico de Jacqueline Castel es una fascinante historia queer y licantrópica sobre la mayoría de edad que anhela más, pero ofrece suficiente lustre para satisfacer".